# One Way Out
"One Way Out" es el décimo episodio de la primera temporada de la serie de televisión estadounidense Andor, basada en Star Wars creada por George Lucas y spin-off precuela de Rogue One. Fue escrito por Beau Willimon y dirigido por Toby Haynes.
El episodio está protagonizado por Diego Luna como Cassian Andor, quien repite su papel de la película derivada, Rogue One (2016). Haynes fue contratado en septiembre de 2020 después de un retraso en la producción debido a la pandemia de COVID-19, y Tony Gilroy se unió a la serie como showrunner a principios de 2019, reemplazando a Stephen Schiff. Ambos son productores ejecutivos junto a Luna y Kathleen Kennedy.
"One Way Out" se estrenó en Disney+ el 9 de noviembre de 2022, recibiendo aclamación de la crítica y el público, con elogios a la escritura y las actuaciones de Andy Serkis y Stellan Skarsgard. Además, diversas publicaciones lo nombraron uno de los mejores episodios de televisión del año y el episodio obtuvo una nominación al premio Emmy como guion destacado para una serie dramática para Willimon.

## Trama
En Ferrix, Cinta observa a un grupo de médicos ir a la casa de Maarva, descubriendo que su salud ha empeorado. En Coruscant, Mothma se encuentra con Davo Sculdun, un hombre de negocios turbio de su planeta que tras escuchar su propuesta para la "beneficencia",  se ofrece a ayudar a financiar sus proyectos, pero Mon se niega después de que Davo le pide como condición que organice una reunión entre Leida y su hijo de 14 años, un paso inicial hacia el matrimonio en la cultura Chandrilana.
En Narkina 5, tras la muerte de Ulaf, Cassian decide que el escape se hará en el siguiente turno y logra convencer a un escéptico Kino de lograrlo. Al día siguiente y aprovechando que llegara un recluso a reemplazar a Ulaf, Cassian rompe una tubería de agua e inunda su piso de trabajo, provocando que se desactive el sistema de seguridad del piso, lo que permite que los equipos de trabajo, liderados por Kino, dominen a los pocos guardias e inicien la revuelta. Mientras otros compañeros como Melshi ayudan a los otros pisos, Cassian y Kino toman el control del centro de comando de la prisión y Kino usa el sistema de intercomunicación de la prisión para alentar a otros pisos a escapar y la rebelión se extiende por toda la prisión. A pesar de su papel en la fuga, Kino debe quedarse atrás ya que revela que no sabe nadar. Cassian salta al mar y nada con los otros fugitivos y llega a tierra junto con Melshi.  
Luthen se reúne con el supervisor del OSI, Lonni Jung, quien secretamente es un informante rebelde; lo actualiza sobre las actividades del OSI, incluyendo el ascenso de Meero y las acciones contra Kreegyr. Los dos hombres reflexionan sobre cómo ambos están atrapados en sus roles, con Lonni queriendo salir de su doble vida ya que fue padre y Luthen confesándole que ha sacrificado todo para ganar esta guerra.

## Producción

### Desarrollo
El CEO de Disney, Bob Iger, anunció en febrero de 2018 que había varias series de Star Wars en desarrollo,  y en noviembre se reveló que una de ellas sería una precuela de la película Rogue One (2016). La serie fue descrita como un programa de suspenso de espías centrado en el personaje Cassian Andor, con Diego Luna retomando su papel de la película.  Jared Bush desarrolló originalmente la serie, escribiendo un guion piloto y una biblia de la serie para el proyecto.  A fines de noviembre, Stephen Schiff se desempeñaba como productor ejecutivo y productor ejecutivo de la serie.  Tony Gilroy, quien fue acreditado como coguionista de Rogue One y supervisó extensas regrabaciones de la película,  se unió a la serie a principios de 2019 cuando discutió los primeros detalles de la historia con Luna.  La participación de Gilroy se reveló en octubre, cuando estaba listo para escribir el primer episodio, dirigir varios episodios y trabajar junto a Schiff;  Gilroy había reemplazado oficialmente a Schiff como showrunner en abril de 2020.  Para entonces, se habían llevado a cabo seis semanas de preproducción de la serie en el Reino Unido, pero esto se detuvo y la producción de la serie se retrasó debido a la pandemia de COVID-19 .   La preproducción había comenzado nuevamente en septiembre antes del inicio planificado de la filmación el próximo mes. En ese momento, Gilroy, que reside en Nueva York, decidió no viajar al Reino Unido para la producción de la serie debido a la pandemia y, por lo tanto, no pudo dirigir el primer episodio de la serie. En cambio, se contrató a Toby Haynes, con sede en el Reino Unido, que ya estaba "alto en la lista" de posibles directores de la serie, para dirigir los primeros tres episodios. Gilroy seguiría siendo productor ejecutivo y showrunner.  En diciembre de 2020, se reveló que Luna sería productor ejecutivo de la serie. 
El décimo episodio, titulado "One Way Out", fue escrito por Beau Willimon.

### Escritura
Después del episodio independiente "Announcement", Andor reanudó su estructura de un arco narrativo de tres episodios. El arco de la tercera historia presenta a Andor encarcelado dentro de Narkina 5 y animando a sus encarcelados a escapar. El actor Andy Serkis había interpretado el episodio como un punto de inflexión en el arco del personaje de Kino Loy, ya que "encuentra ese deseo de actuar en nombre de los demás nuevamente, de servir a los demás, de permitir que otros encuentren su libertad, aunque sabe que en última instancia es no va a pasar por él" después de ser oprimido por el Imperio. Andor sabía que Kino era la persona adecuada para impulsar a los prisioneros a escapar y, como tal, lo animó a pronunciar un discurso para inspirarlos. Serkis sintió que había reflejado las similitudes entre los personajes de Kino y Andor, e interpretó que Kino reutilizaba las palabras de Andor de "Prefiero morir tratando de derribarlos que morir dándoles lo que quieren" como su forma de agradecer a Andor. La intercalación de metraje que ocurre durante el monólogo de Kino fue escrita en el guion. El escritor Beau Willimon había señalado que el grito de guerra de "Una salida" podría interpretarse tanto literalmente, como que la única forma de pasar era escapar, o metafóricamente, ya que los prisioneros lo coreaban juntos al tiempo que transmitían que "estás viendo [que] la única forma de salir de la opresión y del Imperio es trabajar juntos colectivamente. Con riesgo y sacrificio". Continuó describiéndolo como el "lanzador más grande para la rebelión". Mientras escribía la escena en la que Kino revela que no puede nadar, el escritor Beau Willimon sintió que ejemplificaba que el "mayor momento de triunfo de Kino es también su mayor momento de tragedia" y la incluyó después de que se sugiriera desde la sala de escritores, mientras que el director Toby Haynes había sentido que eran ellos diciendo "adiós", quien se sorprendió al leer el guion.  El destino de Kino se escribió deliberadamente para que fuera ambiguo, pero Serkis y Haynes confirmaron que, aunque estaba vivo, se desconocía su destino.
Al comentar sobre la repentina decisión de Luthen Rael de sacrificar a Kreegyr para proteger su información ISB Lonni Jung, Gilroy había descrito la decisión de Luthen como la de un "jugador de ajedrez" que estaba "sacrificando un castillo para proteger a su reina". También agregó que Luthen comenzaría a volverse más paranoico ya que correría más peligro una vez que comenzara a expandir sus esquemas, diciendo "Estás viendo el comienzo de esos problemas en el episodio diez y en este tramo", pasando a etiquete sus tácticas como aceleracionistas. Como tal, sintió que el monólogo de Luthen "surgió de eso, y todo el concepto del ingeniero surge de eso y un enfoque completamente nuevo de la pobreza y la mierda". Mientras tanto, Willimon había descrito la escena entre Lonni y Luthen como "increíble", ya que Luthen había hablado con honestidad y estaba en "el proceso de sacrificio y riesgo", y observó que Lonni al ver la cara de Luthen era un "gran riesgo". El monólogo también había resaltado los conflictos morales que Luthen y Mon Mothma habían enfrentado al apoyar el movimiento de la Rebelión. Willimon había notado que Mon Mothma estaba contemplando sacrificar el destino de su hija para apoyarla, mientras que Luthen había "sacrificado todo", particularmente el amor, a lo que Willimon comentó que "es quizás el mayor sacrificio que puedes hacer porque una vida sin amor es sin sol".

### Rodaje
El rodaje comenzó en Londres, Inglaterra, a finales de noviembre de 2020,   con la producción basada en Pinewood Studios.   La serie fue filmada bajo el título provisional Pilgrim,  y fue la primera serie de Star Wars de acción en vivo que no hizo uso de la tecnología de fondo digital StageCraft.  Los lugares de rodaje incluyeron Black Park en Buckinghamshire, Inglaterra para las escenas retrospectivas, así como en Middle Peak Quarry en Derbyshire, Inglaterra.  Las escenas de Narkina 5 se rodaron al final del rodaje de Andor. La escena final de la fuga de la prisión, en la que los prisioneros saltan de la plataforma al océano y Kino Loy afirma que no puede nadar, se filmó el último día. Durante el monólogo de Kino, Serkis había querido equilibrar su actuación para asegurarse de que pareciera auténtico en lugar de sentirse como un guion. Como tal, había descrito a Kino "tratando de encontrar su mojo" siguiendo a Andor diciendo "¿Eso es todo lo que tienes?" como un "tipo de cosa genuina". Haynes había filmado su monólogo en tomas únicas, estimando que habían filmado cinco de ellas. Sin embargo, sintió que Serkis había "dado en el clavo" en la segunda toma, diciendo que "la energía, la emoción, todo provino de la toma dos" y que el resto de las tomas habían sido para corregir problemas menores.  También dijo que a Serkis le tomó un tiempo encontrar el tono perfecto para pronunciar la línea de Kino, "No puedo nadar", hasta que decidió interpretarla de una "manera serena".  Mientras filmaba el monólogo de Luthen Rael, el actor Stellan Skarsgård interpretó la escena 10 veces "seguidas, muy rápido, uno encima del otro" hasta que tanto él como Gilroy quedaron satisfechos con el resultado final.

### Música
Nicholas Britell compuso la partitura musical del episodio.  La banda sonora del episodio se lanzó en diciembre de 2022 como parte del tercer volumen de la serie.

## Lanzamiento
"One Way Out" se lanzó en Disney+ el 9 de noviembre de 2022. 

## Recepción

### Respuesta crítica
El sitio web del agregador de reseñas Rotten Tomatoes informa un índice de aprobación del 100%, basado en 21 reseñas. El consenso crítico del sitio dice: "Andy Serkis desata su furia y se roba el espectáculo en "One Way Out", un clímax estimulante para el arco de" Narkina 5"".El episodio fue clasificado por muchas publicaciones como uno de los mejores episodios de televisión del año.   Las actuaciones de Andy Serkis y Stellan Skarsgård fueron muy elogiadas, y Simon Cardy de IGN elogió a Serkis como “magnético en todas partes… con sus bramidos y miradas decididas".  Ben Lindberg de The Ringer citó el discurso de Luthen como "uno de los soliloquios de ciencia ficción más conmovedores desde que Rutger Hauer recordó las lágrimas bajo la lluvia".  Muchos críticos también elogiaron el episodio por ser capaz de equilibrar escenas de acción de alta calidad sin ignorar a los personajes.

### Elogios
En los American Cinema Editors Awards 2023, el trabajo de Simon Smith en el episodio ganó el premio a la Mejor Serie Dramática Editada. En los Premios de la Sociedad Británica de Directores de Fotografía de 2022, el trabajo de Adriano Goldman en el episodio fue nominado a Mejor fotografía en un drama televisivo. En la 75.ª edición de los Premios Primetime Emmy, el trabajo de Beau Willimon en el episodio fue nominado a Escritura Sobresaliente para una Serie Dramática.